# Thuốc thử Schwartz
Thuốc thử Schwartz là tên gọi chung của hợp chất hữu cơ có công thức (C5H5)2ZrHCl, hay Hiđriđocloroziriconocen, đặt theo tên của Jeffrey Schwartz, giáo sư hóa học tại Đại học Princeton. Hợp chất metalocen này được sử dụng trong tổng hợp hữu cơ cho biến đổi khác nhau của anken và ankin.

## Điều chế
Wailes và Weigold là hai người đầu tiên điều chế phức hợp ở dạng thô. Hợp chất này mua hoặc điều chế sẵn bằng cách khử ziriconocen đichloride bằng lithi nhôm hydride:
| 4+→ 4+ |
| ------ |